# Proces gaussowski
Proces gaussowski – proces stochastyczny {\displaystyle \left\{X_{t}\right\}_{t\in T},} którego rozkłady skończenie wymiarowe są gaussowskie. Najbardziej znanymi przykładami procesów gaussowskich są proces Wienera i most Browna.

## Definicja
Poniższe definicje procesu gaussowskiego są wymienne. Ich równoważność wynika wprost z własności rozkładu normalnego. Mówimy, że proces {\displaystyle \left\{X_{t}\right\}_{t\in T}} jest procesem gaussowskim, gdy
- Definicja 1 – dla każdego skończonego zbioru indeksów {\displaystyle t_{1},t_{2},\dots ,t_{n}\in T} zmienna losowa

{\displaystyle (X_{t_{1}},X_{t_{2}},\dots ,X_{t_{n}})} ma rozkład normalny.
- Definicja 2 – każda liniowa kombinacja {\displaystyle Y=\sum _{i=1}^{n}a_{i}X_{t_{i}}} {\displaystyle (a_{i}\in \mathbb {R} ,t_{i}\in T)} jest zmienną losową o rozkładzie normalnym.
- Definicja 3 – funkcja charakterystyczna kombinacji liniowych ma postać

{\displaystyle \operatorname {E} \left(\exp \left(i\ \sum _{\ell =1}^{k}t_{\ell }\ \mathbf {X} _{t_{\ell }}\right)\right)=\exp \left(-{\frac {1}{2}}\,\sum _{\ell ,j}\sigma _{\ell j}t_{\ell }t_{j}+i\sum _{\ell }\mu _{\ell }t_{\ell }\right).}
Proces gaussowski nazywamy scentrowanym, gdy {\displaystyle \forall _{t\in T}\operatorname {E} X_{t}=0}

## Własności
Dla procesu gaussowskiego definiujemy funkcję wartości średniej {\displaystyle f(t)=\operatorname {E} X_{t}} i funkcję kowariancji {\displaystyle c(t_{1},t_{2})=\mathrm {Cov} (X_{t_{1}},X_{t_{2}}).} Funkcja kowariancji jest dodatnio określona.
Na odwrót para funkcji {\displaystyle f\colon T\to \mathbb {R} \,\,c\colon T\times T\to \mathbb {R} ,} gdzie {\displaystyle c} jest dodatnio określona definiuje proces gaussowski. Jest on jedyny z dokładnością do rozkładów skończenie wymiarowych.